# باري كوبر (عالم سياسة)
باري كوبر هو عالم سياسة كندي، ولد في 1943.